# Guéchémé
Guéchémé  est une localité et une commune rurale du Niger, département de Tibiri, région de Dosso.

## Géographie
La localité de Guéchémé est située à 32 km au sud du chef-lieu départemental Tibiri.
| Tombokoirey II | Koré Maïroua | Tibiri, Douméga        |
| Karguibangou   | Guéchémé     | Arewa Dandi ( Nigeria) |
| Karakara       | Karakara     |                        |

## Histoire
La commune rurale de Guéchémé instaurée en 2002, est issue du canton de Guéchémé établi en 1975 à parir du canton de Takassaba fondé en 1934.

## Population
Lors du recensement général de 2012, la population communale est relevée à 108 778 habitants. La localité compte 8 412 habitants en 2012.

## Localités
La commune s'étend sur 106 villages, 110 hameaux et 19 camps au sud du département de Tibiri.

## Services et infrastructures
- Centre de Santé Intégré (CSI) à Guéchémé, Fadama, Lido,  Makorwa[5]Makorwa5,  Balsando  , Kanda, Sabon Gari et Lokoko
- Collège d'enseignement général (CEG) à Guéchémé, Fadama, Lido, Lokoko, Makorwa  ,Tombo Dogo , Angoual-Maba, Oho, Goubawa, Landara, sabongari, Bey-Beye etc
- Centre de formation des métiers (CFM) à Guéchémé.